# Nanquan
Nanquan (chinesisch 南拳, Pinyin Nánquán – „südliche Faust“) ist ein Sammelbegriff für die chinesischen Kampfkunststile südlich des Jangtse-Flusses. Die nördlichen Kampfstile werden im Allgemeinen unter dem Begriff nördliche Richtung (北派,  běipài) zusammengefasst, oder sie bilden als „Bein des Nordens“ (北腿,  Běitǔi) den Gegenpart zur „südlichen Faust“ (南拳,  Nánquán).
Die erste Erwähnung des Begriffes Nanquan findet sich im Werk Jiangnan jinglüe (Kurze Darstellung der Gebiete südlich des Jangtsekiang) des Autors Zheng Ruozeng (1505–1580). Filipiak vermutet aber, dass Zheng Ruozeng diese Bezeichnung noch nicht als Oberbegriff verschiedener südlicher Kampfstile verwendete, sondern auf einen speziellen Stil bezog. So zählte Zheng Ruozeng zum Nanquan vier Formen (taolu).
Südliche Stilrichtungen weisen bestimmte charakteristische Merkmale auf: eine Vielzahl von Handtechniken, kurze kräftige Bewegungen, stabile Stellungen mit niedrigem Körperschwerpunkt, wenige und niedrige Beintechniken oder der häufige Einsatz von Kampfschreien.
Die ältesten Südstile wurden überwiegend als ein Geheimnis verschiedener Familien gehütet. Dazu gehören beispielsweise die Stile der Hung-, der Li- und der Mo-Familie. Viele bekannte Stile gründen auf den Shaolintechniken der 8 Tiere (Affe, Kranich, Tiger, Leopard, Bär, Pferd, Gottesanbeterin, Schlange). Im Hung Gar sind z. B. Tiger und Kranich als bestimmende Bewegungscharaktere integriert.